# Martina Salander
Martina Salander, född 11 februari 1992, är en svensk friidrottare (mångkamp) tävlande för Fredrikshofs FI. Hon vann SM-guld i femkamp inomhus år 2012.

## Personliga rekord
| Utomhus - 100 meter – 11,98 (Brixen, Italien 9 juli 2009) - 200 meter – 24,09 (Göteborg 9 september 2007) - 200 meter – 24,37 (Brixen, Italien 11 juli 2009) - 200 meter – 23,99 (medvind) (Viljandi, Estland 2 juni 2012) - 800 meter – 2:16,22 (Viljandi, Estland 3 juni 2012) - 100 meter häck – 13,99 (Austin, Texas USA 27 mars 2013) - 100 meter häck – 14,53 (Mannheim, Tyskland 4 juli 2010) - 100 meter häck – 13,79 (medvind) (Viljandi, Estland 2 juni 2012) - Höjd – 1,68 (Viljandi, Estland 2 juni 2012) - Längd – 6,03 (Viljandi, Estland 3 juni 2012) - Kula – 14,94 (Sollentuna 7 juni 2009) - Kula – 13,05 (Täby 5 juni 2010) - Spjut – 39,21 (Viljandi, Estland 3 juni 2012) - Sjukamp – 5 916 (Viljandi, Estland 3 juni 2012) - Sjukamp – 5 446 (Moncton, Kanada 23 juli 2010) | Inomhus - 60 meter – 7,69 (Malmö 10 mars 2007) - 200 meter – 24,37 (Eskilstuna 9 februari 2008) - 600 meter – 1:38,68 (Cambridge, USA 6 december 2012) - 800 meter – 2:19,36 (Fayetteville, Arkansas USA 9 mars 2013) - 55 meter häck – 7,96 (Cambridge, Massachusetts USA 6 december 2012) - 55 meter häck – 7,7 (Cambridge, Massachusetts USA 6 december 2012) - 60 meter häck – 8,57 (Cambridge, Massachusetts USA 24 februari 2013) - 60 meter häck – 8,61 (Fayetteville, Arkansas USA 9 mars 2013) - Höjd – 1,67 (Göteborg 11 mars 2012) - Längd – 5,98 (Eskilstuna 9 februari 2008) - Längd – 5,85 (Fayetteville, Arkansas USA 9 mars 2013) - Kula – 14,23 (Fayetteville, Arkansas USA 9 mars 2013) - Femkamp – 4 209 (Fayetteville, Arkansas USA 9 mars 2013) |